# Monteroduni
Monteroduni é uma comuna italiana da região do Molise, província de Isérnia, com cerca de 2.392 habitantes. Estende-se por uma área de 37 km², tendo uma densidade populacional de 65 hab/km². Faz fronteira com Capriati a Volturno (CE), Colli a Volturno, Gallo Matese (CE), Longano, Macchia d'Isernia, Montaquila, Pozzilli, Sant'Agapito.

## Demografia
| Variação demográfica do município entre 1861 e 2011                               |
|                                                                                   |
| Fonte: Istituto Nazionale di Statistica (ISTAT) - Elaboração gráfica da Wikipedia |